# Diocesi di Weifang
La diocesi di Weifang (in latino Dioecesis Veifangensis) è una sede della Chiesa cattolica in Cina suffraganea dell'arcidiocesi di Jinan. Nel 2024 contava circa 6.000 battezzati su 9.386.705 abitanti. È retta dal vescovo Antonio Sun Wenjun.

## Territorio
La diocesi comprende la città-prefettura di Weifang, nella provincia cinese dello Shandong.
La sede vescovile si trova nella città-contea di Qingzhou, dove sorge la cattedrale di Cristo Re.
Il territorio si estende su 16.167,23 km².

## Storia
La diocesi di Weifang è stata eretta il 20 aprile 2023 con la bolla Suavis Mater Ecclesia di papa Francesco, contestualmente alla soppressione della prefettura apostolica di Yiduxian, secondo la procedura prevista dall'accordo provvisorio tra la Santa Sede e la Repubblica popolare cinese sulla nomina dei vescovi, e la notizia è stata resa nota il 29 gennaio 2024 in concomitanza con la consacrazione del primo vescovo della nuova sede.
Il suo territorio è stato ricavato perlopiù da quello della precedente prefettura apostolica, a cui sono state aggregate porzioni di territorio delle diocesi di Yantai e di Qingdao, così da corrispondere ai confini amministrativi civili della città-prefettura di Weifang.
Le modifiche della denominazione e del territorio della circoscrizione ecclesiastica recepiscono peraltro la riorganizzazione già operata di fatto dalle autorità della Repubblica popolare per far coincidere l'organizzazione territoriale della Chiesa cattolica in Cina con quella delle amministrazioni civili.

## Cronotassi dei vescovi
Si omettono i periodi di sede vacante non superiori ai 2 anni o non storicamente accertati.
- Antonio Sun Wenjun, dal 20 aprile 2023

## Statistiche
La diocesi al momento dell'erezione su una popolazione di 9.386.705 persone contava circa 6.000 battezzati, corrispondenti allo 0,06% del totale.
| anno | popolazione | popolazione | popolazione | presbiteri | presbiteri | presbiteri | presbiteri                | diaconi | religiosi | religiosi | parrocchie |
| anno | battezzati  | totale      | %           | numero     | secolari   | regolari   | battezzati per presbitero | diaconi | uomini    | donne     | parrocchie |
| ---- | ----------- | ----------- | ----------- | ---------- | ---------- | ---------- | ------------------------- | ------- | --------- | --------- | ---------- |
| 2024 | 6.000       | 9.386.705   | 0,06        | 10         |            |            | 600                       |         |           | 6         |            |